# Adriatique
Adriatique ist ein Produzenten-Duo aus Zürich. Ihre Musik bewegt sich im Bereich der elektronischen Tanzmusik. Das Duo veröffentlichte überwiegend bei Diynamic. 
Die beiden Mitglieder Shala und Schweizer haben das Projekt 2009 ins Leben gerufen. 2016 gründeten sie ihr eigenes Label Siamese. Ihr Debütalbum Nude wurde 2018 veröffentlicht. 
Überregionale Bekanntheit erlangten sie durch mehrere Auftritte beim Sonus Festival, Melt, Ikarus Festival und Time Warp Festival. Daneben haben sie auch in renommierten Clubs wie Avant Gardner und Berghain aufgelegt. Laut der deutschsprachigen Ausgabe des Magazins Vice gehören sie zu den „erfolgreichsten Künstlern der Schweiz“.

## Diskografie (Auswahl)
Alben
- 2018: Nude (Afterlife)

EPs
- 2012: Ain't Nobody (Hive Audio)
- 2012: Bodymovin (Diynamic)
- 2013: Lophobia (Diynamic)
- 2014: Rollox (Diynamic)
- 2016: Soul Valley (Cityfox)
- 2018: Ray (Afterlife)
- 2019: X (Siamese)

Singles
- 2010: En Route (OFF Recordings)
- 2011: The L Way (Diynamic)